# Hypalastoroides depressus
Hypalastoroides depressus är en stekelart som beskrevs av Giordani Soika 1969. Hypalastoroides depressus ingår i släktet Hypalastoroides och familjen Eumenidae. Inga underarter finns listade i Catalogue of Life.